# Puchar Świata juniorów w biegach na nartorolkach 2023
Puchar Świata juniorów w biegach na nartorolkach 2023 rozpoczął się 13 lipca 2023 r. w kazachskim Szczuczyńsku, a zakończył 10 września tego samego roku we włoskim Ziano di Fiemme.
Obrońcami Kryształowych Kul byli: Włoszka Anna Maria Ghiddi oraz Szwed Anton Grahn. Podobnie jak przed rokiem, najlepszą wśród juniorek okazała się Włoszka Anna Maria Ghiddi, natomiast wśród juniorów, tytuł najlepszego biegacza klasyfikacji generalnej powędrował w ręce Kazacha Sułtana Bazarbekowa.

## Kalendarz i wyniki

### Kobiety
| Lp.                                                                              | Data                                | Miejscowość          | Dystans                            | 1. miejsce        | 2. miejsce              | 3. miejsce            |
| -------------------------------------------------------------------------------- | ----------------------------------- | -------------------- | ---------------------------------- | ----------------- | ----------------------- | --------------------- |
| 1.                                                                               | 13 lipca 2023                       | Szczuczyńsk          | Sprint s. dowolnym (1.4 km)        | Anna Maria Ghiddi | Anastasija Chwoszczenok | Marija Gieraszczenko  |
| 2.                                                                               | 14 lipca 2023                       | Szczuczyńsk          | Sprint na 200 m s. dowolnym        | Anna Maria Ghiddi | Marija Gieraszczenko    | Wioletta Mitropolska  |
| 3.                                                                               | 15 lipca 2023                       | Szczuczyńsk          | 10 km s. dowolnym                  | Anna Maria Ghiddi | Anastasija Chwoszczenok | Marija Gieraszczenko  |
| 4.                                                                               | 16 lipca 2023                       | Szczuczyńsk          | 16 km s. klasycznym (start masowy) | Anna Maria Ghiddi | Jelizawieta Tołmaczowa  | Marija Gieraszczenko  |
| Mistrzostwa Świata Juniorów w Biegach na Nartorolkach 2023 (18–20 sierpnia 2023) |                                     |                      |                                    |                   |                         |                       |
|                                                                                  | 10 sierpnia 2023                    | Otepää/Tartu Lazzate | Sprint na 200 m s. dowolnym        | Odwołano          | Odwołano                | Odwołano              |
| 11 sierpnia 2023                                                                 | 10 km s. klasycznym                 | Otepää/Tartu Lazzate | Odwołano                           | Odwołano          | Odwołano                |                       |
| 12 sierpnia 2023                                                                 | Sprint drużynowy 2x6 km s. dowolnym | Otepää/Tartu Lazzate | Odwołano                           | Odwołano          | Odwołano                |                       |
| 13 sierpnia 2023                                                                 | 20 km s. dowolnym (start masowy)    | Otepää/Tartu Lazzate | Odwołano                           | Odwołano          | Odwołano                |                       |
| 5.                                                                               | 18 sierpnia 2023                    | Madona               | 7.5 km s. klasycznym               | Gerda Kivil       | Nora Wallenius          | Mira Göransson        |
| 6.                                                                               | 19 sierpnia 2023                    | Madona               | Sprint na 200 m s. dowolnym        | Linda Kaparkalēja | Anna Maria Ghiddi       | Marija Gieraszczenko  |
| 7.                                                                               | 20 sierpnia 2023                    | Madona               | 15 km s. dowolnym (start masowy)   | Nora Wallenius    | Anna Maria Ghiddi       | Sofija Szkatuła       |
| 8.                                                                               | 8 września 2023                     | Ziano di Fiemme      | 10 km s. dowolnym (start masowy)   | Maria Gismondi    | Anna Maria Ghiddi       | Anastasija Iwanczenko |
| 9.                                                                               | 9 września 2023                     | Ziano di Fiemme      | Sprint na 200 m s. dowolnym        | Linda Kaparkalēja | Anna Maria Ghiddi       | Marija Gieraszczenko  |
| 10.                                                                              | 10 września 2023                    | Ziano di Fiemme      | 13 km s. klasycznym (start masowy) | Matilda Grahn     | Jelizawieta Tołmaczowa  | Vanessa Cagnati       |

### Mężczyźni
| Lp.                                                                              | Data                                | Miejscowość          | Dystans                            | 1. miejsce        | 2. miejsce         | 3. miejsce         |
| -------------------------------------------------------------------------------- | ----------------------------------- | -------------------- | ---------------------------------- | ----------------- | ------------------ | ------------------ |
| 1.                                                                               | 13 lipca 2023                       | Szczuczyńsk          | Sprint s. dowolnym (1.4 km)        | Sułtan Bazarbekow | Dastan Kalibekow   | Artiom Zawjałow    |
| 2.                                                                               | 14 lipca 2023                       | Szczuczyńsk          | Sprint na 200 m s. dowolnym        | Dastan Kalibekow  | Radomir Małow      | Sułtan Bazarbekow  |
| 3.                                                                               | 15 lipca 2023                       | Szczuczyńsk          | 10 km s. dowolnym                  | Sułtan Bazarbekow | Artiom Zawjałow    | Dastan Kalibekow   |
| 4.                                                                               | 16 lipca 2023                       | Szczuczyńsk          | 20 km s. klasycznym (start masowy) | Dastan Kalibekow  | Sułtan Bazarbekow  | Artiom Zawjałow    |
| Mistrzostwa Świata Juniorów w Biegach na Nartorolkach 2023 (18–20 sierpnia 2023) |                                     |                      |                                    |                   |                    |                    |
|                                                                                  | 10 sierpnia 2023                    | Otepää/Tartu Lazzate | Sprint na 200 m s. dowolnym        | Odwołano          | Odwołano           | Odwołano           |
| 11 sierpnia 2023                                                                 | 15 km s. klasycznym                 | Otepää/Tartu Lazzate | Odwołano                           | Odwołano          | Odwołano           |                    |
| 12 sierpnia 2023                                                                 | Sprint drużynowy 2x6 km s. dowolnym | Otepää/Tartu Lazzate | Odwołano                           | Odwołano          | Odwołano           |                    |
| 13 sierpnia 2023                                                                 | 20 km s. dowolnym (start masowy)    | Otepää/Tartu Lazzate | Odwołano                           | Odwołano          | Odwołano           |                    |
| 5.                                                                               | 18 sierpnia 2023                    | Madona               | 10 km s. klasycznym                | Anton Grahn       | Jonatan Lindberg   | Sułtan Bazarbekow  |
| 6.                                                                               | 19 sierpnia 2023                    | Madona               | Sprint na 200 m s. dowolnym        | Anton Grahn       | Jonatan Lindberg   | Alessandro Corradi |
| 7.                                                                               | 20 sierpnia 2023                    | Madona               | 20 km s. dowolnym (start masowy)   | Anton Grahn       | Marco Gaudenzio    | Viktor Norberg     |
| 8.                                                                               | 8 września 2023                     | Ziano di Fiemme      | 10 km s. dowolnym (start masowy)   | Aksel Artusi      | Jonatan Lindberg   | Marco Gaudenzio    |
| 9.                                                                               | 9 września 2023                     | Ziano di Fiemme      | Sprint na 200 m s. dowolnym        | Jonatan Lindberg  | Silvestrs Švauksts | Alessandro Corradi |
| 10.                                                                              | 10 września 2023                    | Ziano di Fiemme      | 13 km s. klasycznym (start masowy) | Gabriele Rigaudo  | Carlo Cantaloni    | Dastan Kalibekow   |

## Klasyfikacje

### Kobiety
| Lp. | Zawodniczka            | Punkty |
| --- | ---------------------- | ------ |
| 1.  | Anna Maria Ghiddi      | 934    |
| 2.  | Marija Gieraszczenko   | 750    |
| 3.  | Jelizawieta Tołmaczowa | 698    |
| 4.  | Linda Kaparkalēja      | 391    |
| 5.  | Wioletta Mitropolska   | 373    |
| 6.  | Darja Kim              | 328    |
| 7.  | Matilda Grahn          | 316    |
| 8.  | Aida Chażyjewa         | 293    |
| 9.  | Ajdana Czonkonowa      | 275    |
| 9.  | Sabina Sulejmenowa     | 275    |

| Lp. | Zawodniczka            | Punkty |
| --- | ---------------------- | ------ |
| 1.  | Anna Maria Ghiddi      | 429    |
| 2.  | Marija Gieraszczenko   | 367    |
| 3.  | Jelizawieta Tołmaczowa | 275    |
| 4.  | Linda Kaparkalēja      | 230    |
| 5.  | Wioletta Mitropolska   | 199    |
| 6.  | Jewgienija Wadutowa    | 164    |
| 7.  | Aida Chażyjewa         | 158    |
| 8.  | Arużan Sabirowa        | 152    |
| 9.  | Sabina Sulejmenowa     | 137    |
| 10. | Darja Kim              | 130    |

| Lp. | Państwo         | Punkty |
| --- | --------------- | ------ |
| 1.  | Kazachstan      | 9975   |
| 2.  | Włochy          | 3937   |
| 3.  | Szwecja         | 2598   |
| 4.  | Łotwa           | 1820   |
| 5.  | Ukraina         | 1587   |
| 6.  | Norwegia        | 1407   |
| 7.  | Tajlandia       | 929    |
| 8.  | Estonia         | 597    |
| 9.  | Chińskie Tajpej | 304    |
| 10. | Słowenia        | 238    |

### Mężczyźni
| Lp. | Zawodnik            | Punkty |
| --- | ------------------- | ------ |
| 1.  | Sułtan Bazarbekow   | 804    |
| 2.  | Dastan Kalibekow    | 766    |
| 3.  | Artiom Zawjałow     | 644    |
| 4.  | Jonatan Lindberg    | 446    |
| 5.  | Silvestrs Švauksts  | 380    |
| 6.  | Marco Gaudenzio     | 340    |
| 6.  | Jegor Kadyrow       | 340    |
| 8.  | Anton Grahn         | 310    |
| 8.  | Amirgali Muratbekow | 310    |
| 10. | Viktor Norberg      | 307    |

| Lp. | Zawodnik            | Punkty |
| --- | ------------------- | ------ |
| 1.  | Dastan Kalibekow    | 337    |
| 2.  | Sułtan Bazarbekow   | 334    |
| 3.  | Artiom Zawjałow     | 260    |
| 4.  | Jegor Kadyrow       | 200    |
| 5.  | Jonatan Lindberg    | 191    |
| 6.  | Radomir Małow       | 178    |
| 7.  | Silvestrs Švauksts  | 175    |
| 8.  | Jedylbek Jełubajew  | 167    |
| 9.  | Alessandro Corradi  | 165    |
| 10. | Thanakorn Ngoeichai | 154    |

| Lp. | Państwo         | Punkty |
| --- | --------------- | ------ |
| 1.  | Kazachstan      | 13597  |
| 2.  | Włochy          | 7387   |
| 3.  | Łotwa           | 2896   |
| 4.  | Szwecja         | 2038   |
| 5.  | Ukraina         | 1570   |
| 6.  | Norwegia        | 1065   |
| 7.  | Tajlandia       | 693    |
| 8.  | Słowacja        | 401    |
| 9.  | Szwajcaria      | 324    |
| 10. | Chińskie Tajpej | 310    |

### Razem (K+M)
| Lp. | Państwo         | Punkty |
| --- | --------------- | ------ |
| 1.  | Kazachstan      | 23572  |
| 2.  | Włochy          | 11324  |
| 3.  | Łotwa           | 4716   |
| 4.  | Szwecja         | 4636   |
| 5.  | Ukraina         | 3157   |
| 6.  | Norwegia        | 2472   |
| 7.  | Tajlandia       | 1622   |
| 8.  | Estonia         | 819    |
| 9.  | Chińskie Tajpej | 614    |
| 10. | Szwajcaria      | 549    |